# ویلیس تاور واتسون
ویلیس تاور واتسون (انگلیسی: Willis Towers Watson) شرکت خدمات مالی بریتانیایی است، که در سال ۲۰۱۶ توسط تاورس واتسون تأسیس شد.